# Musculus adductor longus
Der Musculus adductor longus (lat. für „langer Hinführer“) ist einer der Adduktoren des Oberschenkels. Er liegt medial (innen) vom Musculus pectineus.
Der Musculus adductor longus ist bei den Huftieren mit dem Musculus pectineus vereinigt. Dieser vereinigte Muskel wird jedoch lediglich als Musculus pectineus bezeichnet. Beim Hund kann dies als Varietät ebenfalls auftreten.
Der Musculus adductor longus beugt das Hüftgelenk und adduziert den Oberschenkel, zieht ihn also zur Körpermitte hin.